# 航路標識法
航路標識法（こうろひょうしきほう、昭和24年5月24日法律第99号）は、航路標識を整備し、その合理的かつ能率的な運営を図ることによって船舶交通の安全を確保し、あわせて船舶の運航能率の増進を図ること（第1条）に関する日本の法律である。
1949年（昭和24年）5月24日に公布された。この法律に基づき、2019年（平成31年）4月1日現在で5213基の航路標識(光波標識5116基・電波標識63基・その他の標識34基)を保有している。

## 構成
- 法律の目的及び用語の定義（第1条）
- 航路標識の設置及び管理（第2条）
- 海上保安庁以外の者の行う航路標識の設置及び管理（第3条-第14条）
- 航路標識の告示（第15条）
- 事故発見者の報告義務（第16条）
- 灯火等の制限（第17条）
- 工事等の制限（第18条）
- 植物についての制限（第19条）
- 船舶についての制限（第20条）
- 汚損行為の禁止（第21条）
- 非常災害時における緊急措置（第22条）
- 損失補償（第23条）
- 聴聞の特例（第24条）
- 権限の委任（第25条）
- 経過措置（第26条）
- 罰則（第27条-第31条）
- 附則

## 主な改正
- 平成5年（1993年）11月12日法律89号
  - 第14条
- 平成11年（1999年）12月22日法律160号
  - 「省令」から「国土交通省令」へ変更
- 平成16年（2004年）6月9日法律84号
  - 第13条の2
- 平成28年（2016年）5月18日法律42号
  - 非常災害時における緊急措置、航路標識の設置に関する許可基準の明確化等、航路標識の設置に関する届出制度の創設、罰則